# Campionati europei di ciclismo su strada 2022
I Campionati europei di ciclismo su strada 2022 si sono svolti a Monaco di Baviera, in Germania, dal 14 al 21 agosto per gli Elite all'interno della seconda edizione multisportiva dei Campionati europei; mentre si sono svolti ad Anadia, in Portogallo, dal 7 al 10 luglio per Junior e Under-23.

## Eventi[1]

### Cronometro individuali
Giovedì 7 luglio
- 10:00 Donne Junior, 22,0 km
- 11:00 Uomini Junior, 22,0 km
- 15:00 Donne Under-23, 22,0 km
- 16:00 Uomini Under-23, 22,0 km

Mercoledì 17 agosto
- 14:00 Donne Elite, 24 km
- 17:30 Uomini Elite, 24 km

### Corse in linea
Sabato 9 luglio
- 10:00 Donne Junior,  83,1 km
- 14:00 Uomini Junior, 125,9 km

Venerdì 10 luglio
- 10:00 Donne Under-23, 104,5 km
- 14:00 Uomini Under-23, 147,3 km

Domenica 14 agosto
- 10:15 Uomini Elite, 209,4 km

Sabato 21 agosto
- 11:30 Donne Elite, 103,8 km

### Staffetta
Venerdì 8 luglio
- 10:00 Staffetta Mista junior, 44,0 km
- 11:30 Staffetta Mista under 23, 44,0 km

## Medagliere
| Pos.   | Nazione     | Oro | Argento | Bronzo | Totale |
| ------ | ----------- | --- | ------- | ------ | ------ |
| 1      | Paesi Bassi | 4   | 1       | 3      | 8      |
| 2      | Svizzera    | 3   | 2       | 0      | 5      |
| 3      | Germania    | 3   | 1       | 1      | 5      |
| 4      | Italia      | 1   | 4       | 4      | 9      |
| 5      | Francia     | 1   | 2       | 3      | 6      |
| 6      | Belgio      | 1   | 1       | 2      | 4      |
| 7      | Lussemburgo | 1   | 0       | 0      | 1      |
| 8      | Croazia     | 0   | 1       | 0      | 1      |
| 8      | Rep. Ceca   | 0   | 1       | 0      | 1      |
| 8      | Norvegia    | 0   | 1       | 0      | 1      |
| 11     | Estonia     | 0   | 0       | 1      | 1      |
| Totale | Totale      | 14  | 14      | 14     | 42     |

## Sommario degli eventi
| Eventi                   | Oro                                                                                 | Tempo     | Argento                                                             | Tempo   | Bronzo                                                                | Tempo   |
| Uomini Elite             |                                                                                     |           |                                                                     |         |                                                                       |         |
| Gara in linea dettagli   | Fabio Jakobsen Paesi Bassi                                                          | 4h38'49"  | Arnaud Démare Francia                                               | s.t.    | Tim Merlier Belgio                                                    | s.t.    |
| Cronometro dettagli      | Stefan Bissegger Svizzera                                                           | 27'06"    | Stefan Küng Svizzera                                                | a 1"    | Filippo Ganna Italia                                                  | a 9"    |
| Donne Elite              |                                                                                     |           |                                                                     |         |                                                                       |         |
| Gara in linea dettagli   | Lorena Wiebes Paesi Bassi                                                           | 2h59'20'' | Elisa Balsamo Italia                                                | s.t.    | Rachele Barbieri Italia                                               | s.t.    |
| Cronometro dettagli      | Marlen Reusser Svizzera                                                             | 30'59"    | Ellen van Dijk Paesi Bassi                                          | a 5"    | Riejanne Markus Paesi Bassi                                           | a 27"   |
| Uomini Under-23          |                                                                                     |           |                                                                     |         |                                                                       |         |
| Gara in linea dettagli   | Felix Engelhardt Germania                                                           | 3h37'27"  | Mathias Vacek Rep. Ceca                                             | s.t.    | Davide De Pretto Italia                                               | s.t.    |
| Cronometro dettagli      | Alec Segaert Belgio                                                                 | 27'25"    | Fran Miholjević Croazia                                             | +50"    | Eddy Le Huitouze Francia                                              | +52"    |
| Donne Under-23           |                                                                                     |           |                                                                     |         |                                                                       |         |
| Gara in linea dettagli   | Shirin van Anrooij Paesi Bassi                                                      | 2h57'41"  | Vittoria Guazzini Italia                                            | a 11"   | Fem van Empel Paesi Bassi                                             | s.t.    |
| Cronometro dettagli      | Shirin van Anrooij Paesi Bassi                                                      | 31'34"    | Vittoria Guazzini Italia                                            | a 11"   | Marie Le Net Francia                                                  | +12"    |
| Miste Under-23           |                                                                                     |           |                                                                     |         |                                                                       |         |
| Staffetta mista dettagli | Germania Maurice Ballerstedt Ricarda Bauernfeind Tobias Buck-Gramcko Linda Riedmann | 58'26"    | Svizzera Fabio Christen Jasmin Liechti Annika Liehner Arnaud Tendon | a 1'16" | Paesi Bassi Lars Boven Mischa Bredewold Femke Gerritse Tim Marsman    | a 1'49" |
| Uomini Junior            |                                                                                     |           |                                                                     |         |                                                                       |         |
| Gara in linea dettagli   | Jan Christen Svizzera                                                               | 2h42'10"  | Jørgen Nordhagen Norvegia                                           | +19"    | Léo Bisiaux Francia                                                   | +2'02"  |
| Cronometro dettagli      | Mathieu Kockelmann Lussemburgo                                                      | 28'06"    | Jens Verbrugghe Belgio                                              | +19"    | Emil Herzog Germania                                                  | +35"    |
| Donne Junior             |                                                                                     |           |                                                                     |         |                                                                       |         |
| Gara in linea dettagli   | Églantine Rayer Francia                                                             | 2h33'38"  | Eleonora Ciabocco Italia                                            | s.t.    | Federica Venturelli Italia                                            | a 2"    |
| Cronometro dettagli      | Justyna Czapla Germania                                                             | 33'30"    | Églantine Rayer Francia                                             | +45"    | Febe Jooris Belgio                                                    | +48"    |
| Miste Junior             |                                                                                     |           |                                                                     |         |                                                                       |         |
| Staffetta mista dettagli | Italia Alessandro Cattani Nicolas Milesi Alice Toniolli Valentina Zanzi             | 1h02'20"  | Germania Hannah Kunz Louis Leidert Jette Simon Fabian Wünstel       | a 3"    | Estonia Elisabeth Ebras Oliver Rüster Laura Lizette Sander Lauri Tamm | a 42"   |